# 아도가와역
아도가와역(일본어: 安曇川駅, あどがわえき)은 일본 시가현 다카시마시에 있는 서일본 여객철도의 철도역이다.

## 역 구조
쌍섬식 승강장으로 2면 4선 형태의 고가역이다. 가타타역 관할권에 있으며, 역 업무는 JR 서일본 교통 서비스가 대신 하고 있다. 이코카 및 제휴 교통카드의 사용이 가능하다.

### 승강장
| 1·2 | ■ 고세이 선 | 오미이마즈 · 쓰루가 방면 |
| 3·4 | ■ 고세이 선 | 가타타 · 교토            |

## 역사
- 1974년 7월 20일 - 고세이 선 개통에 따라 개업하였다.
- 1987년 4월 1일 - 민영화에 따라 서일본 여객철도의 소속이 되었다.
- 2006년 10월 21일 - 이코카의 사용이 개시되었다.

## 인접역
| 서일본 여객철도            | 서일본 여객철도                   | 서일본 여객철도            |
| -------------------------- | --------------------------------- | -------------------------- |
| 오미마이코 야마시나 방면   | ■ 고세이 선 상행 쾌속             | 오미이마즈 오미시오쓰 방면 |
| 오미타카시마 야마시나 방면 | ■ 고세이 선 신쾌속/하행 쾌속/보통 | 신아사히 오미시오쓰 방면   |